# Авантуре Боривоја Шурдиловића
Авантуре Боривоја Шурдиловића је југословенски филм из 1980. године. Режирао га је Александар Ђорђевић, а сценарио је писао Синиша Павић.
Филм је снимљен упоредо са серијом „Врућ ветар“ и представља комбинацију треће и четврте епизоде серије. Премијерно је приказан 10. јуна 1980. године.

## Радња
Боривоја Шурдиловића, берберина без посла, задиви сјај и разметање новцем пријатеља Слободана Михајловића званог Боб из детињства који је постигао успех у Немачкој. Боб му предлаже да и он оде у Немачку, и каже да ће му помоћи да нађе посао. Шурда убрзо одлази код Боба у Немачку и схвата да Боб заправо није успешан као што се хвали, и да је искоришћавао гостопримство своје богате љубавнице Афронзине, која је баш у дану Шурдиног доласка, незадовољна Бобовим понашањем одлучила да га избаци из куће. Боб је ипак покушао да се снађе као и да помогне Шурди, пославши га код својих познаника како би му дали неки посао, али Шурда ниједним послом није задовољан па одлучује да се врати у Београд код ујака Фирге. Шурда добија посао у самопослузи, где надгледа купце да не краду, али први кога је ухватио у крађи је управо Боб који се и сам вратио из Немачке пошто није могао да нађе нови посао. Шурда тражи да Боб плати апарат за бријање који је украо, али он нема пара, и наговара Шурду да плати уместо њега, због чега Шурда долази у сукоб са шефом. После седам дана рада Шурда добија отказ. Потом у кафани упознаје Весну, која му се веома допада. Упркос разочарењу свог оца Соће, који му је нашао богату удавачу, Шурда јој нуди брак, на шта Весна одмах пристаје.

## Улоге
| Глумац                     | Улога                              |
| -------------------------- | ---------------------------------- |
| Љубиша Самарџић            | Боривоје Шурдиловић – Шурда        |
| Бора Тодоровић             | Слободан Боб Михајловић            |
| Миодраг Петровић Чкаља     | Благоје Поповић – Фирга            |
| Радмила Савићевић          | Шурдина баба                       |
| Жика Миленковић            | Соћа Шурдиловић                    |
| Весна Чипчић               | Весна Шурдиловић                   |
| Љубица Ковић               | Јана Шурдиловић                    |
| Љубица Шћепановић          | Шурдина сестра                     |
| Младен Недељковић          | Шурдин зет                         |
| Ружица Сокић               | Анђелија                           |
| Дара Чаленић               | Бобова љубавница Афронзина         |
| Бранко Цвејић              | Веснин бивши дечко                 |
| Љубомир Дидић              | Светолик Попадић – Баћко           |
| Драгољуб Гула Милосављевић | Бобов пријатељ                     |
| Душан Почек                | шеф самопослуге                    |
| Миливоје Томић             | Веснин станодавац                  |
| Михајло Бата Паскаљевић    | Жилијен Живаго                     |
| Мира Динуловић             | Службеница у заводу за запошљавање |
| Славица Ђорђевић           | Ленче                              |
| Ратко Милетић              | Кондуктер Рале                     |